# Porcellio babilonus
Porcellio babilonus är en kräftdjursart som beskrevs av Rafael Rodríguez och José Antonio Barrientos 1993. Porcellio babilonus ingår i släktet Porcellio och familjen Porcellionidae. Inga underarter finns listade i Catalogue of Life.